# Pathauti
Pathauti (nepalski: पटौटी) – gaun wikas samiti w zachodniej części Nepalu w strefie Lumbini w dystrykcie Arghakhanchi. Według nepalskiego spisu powszechnego z 2011 roku liczył on 746 gospodarstw domowych i 3147 mieszkańców (1839 kobiet i 1308 mężczyzn).